# Vlkoš u Přerova
Vlkoš (deutsch Wilkosch, früher Wlkosch) ist eine Gemeinde in Tschechien. Sie liegt sieben Kilometer südlich von Přerov und gehört zum Okres Přerov.

## Geographie
Vlkoš befindet sich zwischen den Flüsschen Moštěnka und Svodnice in der Obermährischen Senke (Hornomoravský úval). Durch das Dorf verläuft der Mlýnský náhon (Mühlbach), der Vlkoš zugleich vom Ortsteil Kanovsko trennt. Im Nordosten führt die Bahnstrecke Přerov – Vyškov am Ort vorbei, die nächste Bahnstation ist Věžky. Gegen Nordosten erstreckt sich das Waldgebiet Bochořský les, südöstlich der Rasinawald. Ebenfalls nordöstlich liegt der Militärflugplatz Přerov-Bochoř.
Nachbarorte sind Věžky im Norden, Záhatí und Horní Moštěnice im Nordosten, Dobrčice und Přestavlky im Osten, Kanovsko, Stará Ves und Říkovice im Südosten, Žalkovice und Břestský Mlýn im Süden, Polňák, Kyselovice, Chropyně und Záříčí im Südwesten, Včelínek und Plučisko im Westen sowie Zábečvisko und Troubky im Nordwesten.

## Geschichte
Die erste schriftliche Erwähnung des Ortes erfolgte im Jahre 1294, als die Brüder Hartleb und Vítek von Dubňany ihre Hälfte des Dorfes dem Kloster Velehrad schenkten. Im Jahre 1348 sind in der Landtafel neben dem Velehrader Anteil noch zwei weitere Anteile aufgeführt. 1360 überschrieb Hereš von Rokytnice seinem Bruder Dětřich zwei Huben von Vlkoš. Beneš III. von Krawarn verkaufte 1373 eine Hälfte des Dorfes an Friduš von Drahotuše, der zudem Věžky, Bochoř und eine Hälfte von Kokory besaß. Friduš verwaltete den Besitz nicht selbst, sondern setzte den Burggrafen Vladivoj ein, dessen Sitz die Feste Vlkoš war. Nach Friduš Tod fielen dessen Güter 1389 dessen Tochter Elisabeth zu. Diese entschied sich für ein klösterliches Leben und beauftragte Kuník von Drahotuše mit der Verwaltung ihre weltlichen Güter. Der Vladikenanteil und der Haferanteil verschmolzen zum Ende des 14. Jahrhunderts.
1391 erwarb Albrecht von Sternberg den klösterlichen Anteil, dieser verkaufte ihm bald an Hynko von Žeravice. Pavlík von Sovinec, der sich 1393 des weltlichen Anteils mit der Feste bemächtigt hatte, wurde 1405 in der Landtafel als rechtmäßiger Besitzer eingetragen. Im Jahre 1406 erbte Hynkos Tochter Kateřina von Sulejovice, eine Hälfte des Dorfes mit der Feste, dem Hof und der Mühle. Die Kirche und die Feste wurden während der Hussitenkriege zerstört. Zu den weiteren Besitzer gehörten Jan und Hynek von Ludanice, die ihre Hälfte 1447 an Jakub von Blažejovice verkauften. Nach dessen Tode fiel dieser Teil Ulrich Stosch von Branitz (Oldřich Stoš z Branic) zu. 1450 wurde die Feste Vlkoš niedergebrannt, da Ulrich Stosch als Raubritter zu einer Landplage in Mähren geworden war. Nach dessen Tode wechselten die Besitzer vielmals. 1552 entstand in Vlkoš eine dem Kloster Velehrad unterstehende Pfarre, zu deren Sprengel auch Kyselovice, Říkovice, Chropyně und Bochoř sowie der Hof Plučisko gehörten. 1576 entstand eine Pfarrschule. Zu Beginn des Dreißigjährigen Kriegs überfielen im Jahr 1618 aufständische Walachen das Dorf und schändeten die Pfarrkirche St. Georg. Beim Einfall der Truppen Gábor Bethlens wurde 1623 das hinter der Kirche befindliche Pfarrhaus dem Erdboden gleichgemacht. Im August 1643 besetzten die Schweden die Gegend und errichteten auf dem Zahnonny-Berg ihr Hauptlager. Vlkoš wurde dabei ausgeplündert und die Fischteiche abgelassen, das Dorf wurde größtenteils niedergebrannt. Während der Türkenkriege flohen die Bewohner mit ihrem Vieh für 11 Wochen auf den Hostýn, in dieser Zeit quartierten sich kaiserliche Truppen in dem Dorf ein. Das älteste Ortssiegel stammt aus dem Jahre 1681 und trägt die Umschrift PECZET OBCE WLKOSKE. 1691 wurde die Kirche in Vlkoš dem hl. Georg geweiht. Im Jahre 1794 bestand das Dorf aus 57 Häusern und hatte 461 Einwohner. Nach der Schlacht bei Austerlitz fielen 1805 Napoleonische Truppen ein und pressten den Bewohnern von Vlkoš und Kanovsko 300 Rheinische Gulden ab. Nach deren Abzug folgte russisches Militär, das zahlreiche Pferde und Fuhrwerke mitnahm. 1834 lebten in den 86 Häusern von Vlkoš 574 Personen.
Nach der Aufhebung der Patrimonialherrschaften bildete Vlkoš / Wlkosch ab 1850 eine Gemeinde in der Bezirkshauptmannschaft Kremsier. 1858 wurde eine einklassige Dorfschule eingerichtet. Seit 1880 gehört die Gemeinde zum Bezirk Prerau. Die Straße nach Říkovice wurde 1882 gebaut. Zwischen 1887 und 1890 entstand ein neues Schulhaus. 1910 wurde die Straße nach Žalkovice hergestellt. Vlkoš bestand 1910 aus 140 Häusern und hatte 913 Einwohner. Im Jahre 1915 siedelten sich sechs Familien aus Tirol an. 1921 wurde das Dorf elektrifiziert. Die Freiwillige Feuerwehr gründete sich 1923. Die Českomoravská Kolben Daněk a.s. errichtete 1936 in Vlkoš eine neue Fabrik. Im Jahre 1939 erfolgten Vermessungsarbeiten für den Bau des Donau-Oder-Kanals.
Zum Ende des Zweiten Weltkrieges fiel in Vlkoš ein Partisan in die Hände der deutschen Besatzer, er wurde an der Eisenbahnstrecke standrechtlich erschossen. In den ersten Maitagen 1945 beschlagnahmte die Wehrmacht auf ihrer Flucht nach Westen im Dorf Fuhrwerke, Fahrräder und Autos und zwang die Wirtschaftsbesitzer zum Transport des mitgeführten Gutes und Kriegsbeute nach Troubky. Die Rote Armee erreichte Vlkoš am 8. Mai 1945. 1951 wurde Kanovsko eingemeindet. Zwei Jahre später entstand ein Kindergarten. Im Jahre 1980 wurde Vlkoš mit Bochoř und Věžky zusammengeschlossen. Mit Wirkung vom 24. November 1990 bildet Vlkoš wieder eine eigene Gemeinde. Am 5. Juli 1997 lebten in der Gemeinde 734 Personen. Die Gemeinde führt seit 1994 ein Wappen und Banner, es wurde vom Heraldiker Miroslav Pavlů gestaltet. Am 8. Juli 1997 wurde Vlkoš von einem Jahrhunderthochwasser der Moštěnka vom Mlýnský náhon zu 80 % überflutet. Die Fluten erreichten dabei eine Höhe bis zu zwei Metern. Nachdem die Überflutung am 12. Juli im Wesentlichen wieder abgeklungen war, schwollen am 18. Juli sowohl die Bečva als auch die Moštěnka wieder an, wobei letztere am nächsten Tage wegen des Rückstaus einen halben Meter über die noch aufgeweichten Dämme stieg. Nach dem Rückgang der Pegel wurde am 22. Juli 1997 die Hochwasserwarnung aufgehoben. Von den 270 Häusern der Gemeinde waren 38 so stark beschädigt, dass sie zum Abriss freigegeben wurden. Beim Zensus von 2001 wurden für Vlkoš 194 Häuser und 607 Einwohner gezählt.

## Ortsgliederung
Die Gemeinde Vlkoš besteht aus den Ortsteilen Kanovsko (Kanowsko) und Vlkoš (Wilkosch) sowie der Ansiedlung Polňák und der Ortslage Bědachov.

## Sehenswürdigkeiten
- Kirche des hl. Prokop in Vlkoš, erbaut zwischen 1724 und 1737 im neoromanischen Stil. Der auf Eichenpfählen gegründete und auf einem um einen Meter gegen das umliegende Terrain erhöhten Bruchsteinfundament errichtete Bau entstand auf Veranlassung von Kardinal Wolfgang Hannibal von Schrattenbach und die der dritte Kirchenbau in Vlkoš. Seine beiden Vorgänger waren Holzkirchen. 1910 erfolgte eine Instandsetzung des Bauwerkes und zwischen 1968 und 1974 eine Sanierung. 1993 wurden das Dach und die Fassade instand gesetzt.
- Kapelle der hll. Cyrill und Method auf dem Dorfanger von Kanovsko, errichtet 1863 anstelle eines wahrscheinlich 1859 beim Ortsbrand vernichteten hölzernen Glockenturmes
- Denkmal für die Gefallenen des Ersten Weltkrieges, errichtet 1920
- Denkmal für T. G. Masaryk, geschaffen 1968